# 프리드리히 폰 작센알텐부르크 공작

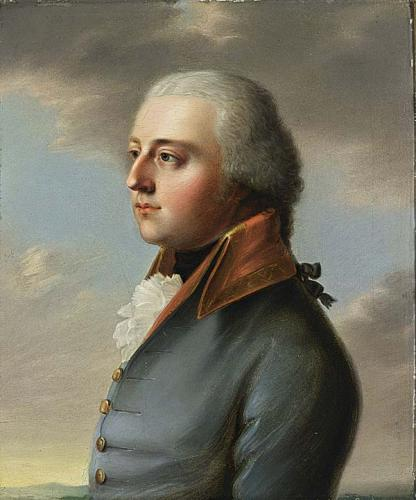
프리드리히

프리드리히 폰 작센알텐부르크(Friedrich von Sachsen-Altenburg)는 본래 작센힐트부르크하우젠 공작이었다가 작센알텐부르크 공작위를 창설하였다.